# Wahn (Köln)
Wahn ist ein Stadtteil im Stadtbezirk Porz im Südosten von Köln.

## Lage
Der Stadtteil Wahn grenzt im Osten mit der Bundesautobahn 59 an Wahnheide.
Im Süden grenzt er an Lind, im Westen an Libur sowie Zündorf und im Norden an Elsdorf.

## Name
Der Name des Dorfes Wahn kommt vermutlich von der Burg selben Namens.
Wanda = Wende = Grenze. Durch eine Lautverschiebung wurde wahrscheinlich aus Wanda, Wahn.

## Geschichte
Im Jahr 1100 erwähnt eine Urkunde einen Conradus ab Wanda, der wohl damaliger Herr der späteren Burg Wahn war. Vermutlich war das Dorf Wahn eine Ansiedlung von Dienstmannen und Abhängigen der gleichnamigen Burg. Seit dem Mittelalter gehörte Wahn zum Amt Porz im Herzogtum Berg. Die Burg wurde in den Jahren 1753 bis 1757 in ein Schloss umgebaut.
Mit der Errichtung des napoleonischen Satellitenstaats Großherzogtum Berg (1806) und der Neugliederung der Verwaltung nach französischem Vorbild (1808) wurde Wahn Sitz der Mairie Wahn im Kanton Mülheim des Arrondissements Mülheim im Département Rhein. Nachdem das gesamte Bergische Land 1814 an Preußen gefallen war, wurde aus der Mairie Wahn die preußische Bürgermeisterei Wahn. Diese kam 1816 zum neuen Kreis Mülheim am Rhein. Außer dem Dorf Wahn selbst gehörten noch die Ortschaften Langel, Libur, Lind, Wahnheide und Zündorf zur Bürgermeisterei Wahn, die gleichzeitig eine Landgemeinde bildete.
Im Jahr 1893 wurde in Wahn die Freiwillige Feuerwehr gegründet. Diese existiert noch heute, fusionierte jedoch 1995 mit der 1930 gegründeten Löschgruppe Wahn-Heide zur Löschgruppe „Wahn-Heide-Lind“.
Am 1. Juli 1929 wurde die Gemeinde Wahn in die nördliche Nachbargemeinde Porz eingemeindet, die 1932 zum neuen Rheinisch-Bergischen Kreis kam und 1951 das Stadtrecht erhielt. Durch das Köln-Gesetz wurde die Stadt Porz mitsamt ihrem Stadtteil Wahn am 1. Januar 1975 in die Stadt Köln eingemeindet.
1797 hatte Wahn 52 Feuerstellen mit 282 Einwohnern, 4 Pferden und 17 Stück Rindvieh. Dazu gehörten 736 Morgen Ackerland und 22 Morgen Wald. 1997, 200 Jahre später hatte Wahn 5089 Einwohner in 2140 Wohnungen und 2154 PKW.

## Bevölkerungsstatistik
Struktur der Bevölkerung von Köln-Wahn (2021):
- Durchschnittsalter der Bevölkerung: 41,1 Jahre (Kölner Durchschnitt: 42,3 Jahre)
- Ausländeranteil: 17,3 % (Kölner Durchschnitt: 19,3 %)
- Arbeitslosenquote: 8,8 % (Kölner Durchschnitt: 8,6 %)

## Religion

### Katholische Kirche

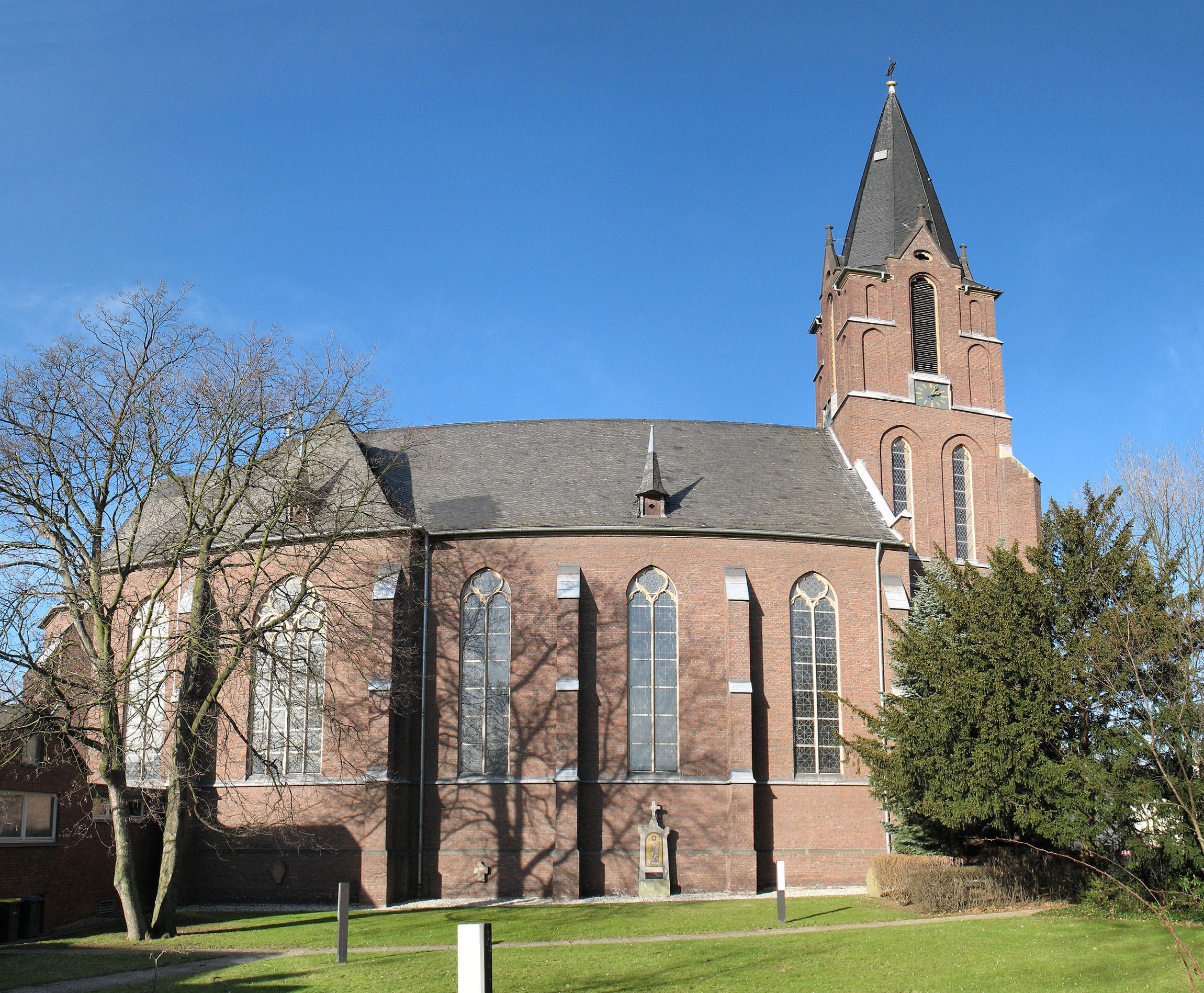
Kirche St. Aegidius

Die erste Erwähnung findet sich in alten Aufzeichnungen aus dem Jahr 1358 über eine katholische Kapelle im Porzer Stadtarchiv. Beim Abbruch der alten – mehrmals umgebauten – Kirche im Jahr 1893 wurden sogar Reste einer Kapelle aus dem 11. Jahrhundert freigelegt. Die Wahner Kirche gehörte jahrhundertelang zur Pfarre von Ober- bzw. später Niederzündorf. Erst 1835 wurde die Pfarre Wahn eingerichtet. Die neugotische Pfarrkirche St. Aegidius entstand zwischen 1893 und 1895. Als Erbauer wird ein gewisser A. Becker benannt.
Überregional bekannt wurde die Pfarrkirche durch das unkonventionelle Fenster im Kirchenschiff. Hier ist neben den traditionellen Symbolen und Abbildungen durch ein abgebildetes Flugzeug auch ein klarer Bezug zum angrenzenden Flughafen Köln-Bonn zu erkennen.

## Wirtschaft und Infrastruktur

### Verkehr

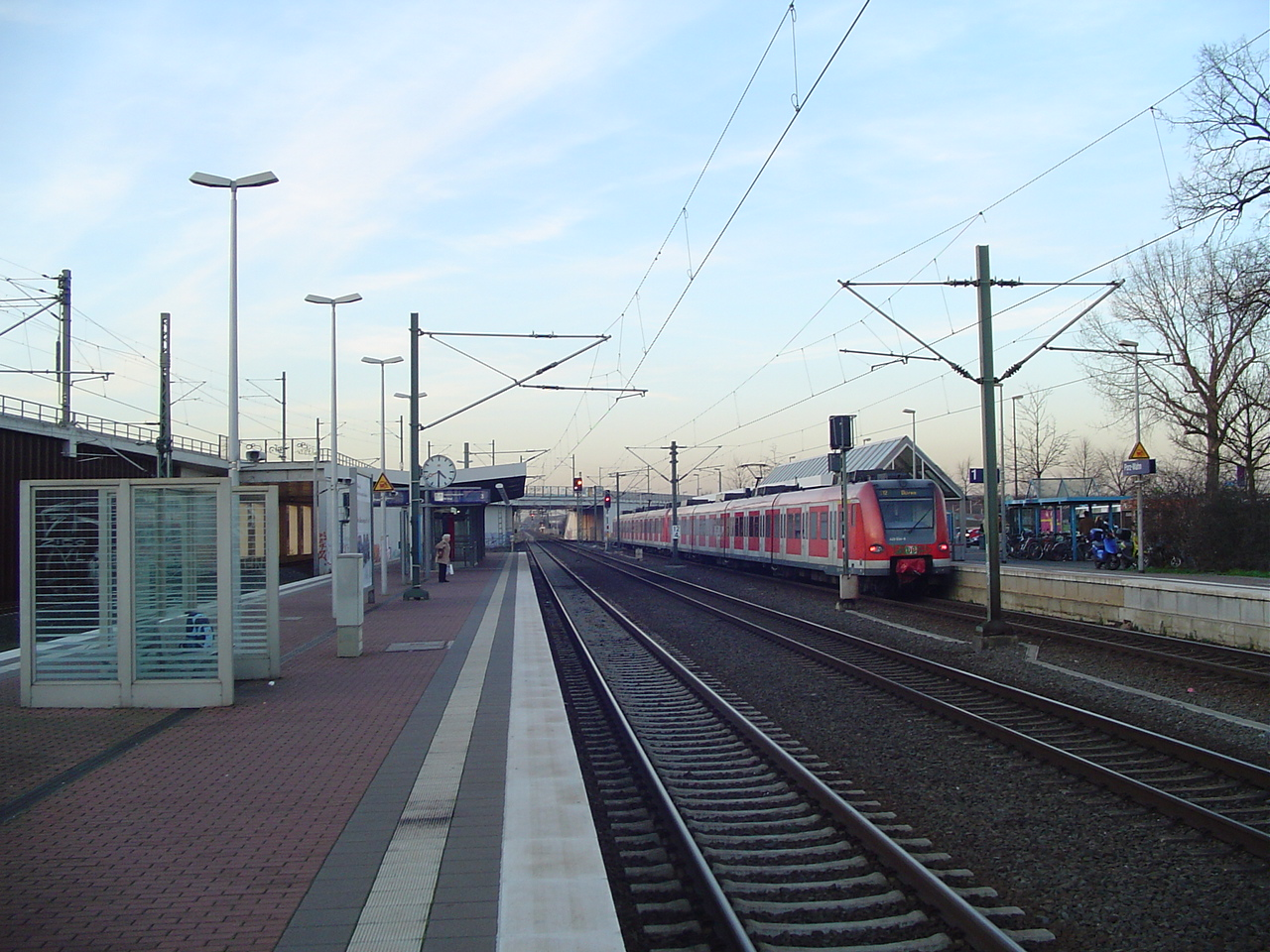
Haltepunkt Porz-Wahn (drei Gleise)

- 1859 wurde der erste Bahnhof der Gegend in Wahn errichtet. Heute befindet sich im Stadtteil Wahn der S-Bahnhof Porz-Wahn[7], an dem die S-Bahnen S 12 und S 19 montags bis freitags im 10-Minuten-Takt Richtung Köln Hbf verkehren. Während die S 12 die direkte Strecke über Porz (Rhein) nutzt, fährt die S 19 über die Flughafenschleife alternativ den Flughafen Köln/Bonn an.
- Zwischen dem 6. Mai 1917 und dem 1. Oktober 1961 verkehrte die Wahner Straßenbahn, eine regelspurige Straßenbahn.
- Wahn ist durch die Buslinien 160, 162, 163 und 164 der KVB sowie 505 der RSVG angebunden.
- Mit dem Auto ist Wahn über die A 59 und die B 8 erreichbar.

## Freizeit und Sehenswürdigkeiten

### Schloss Wahn

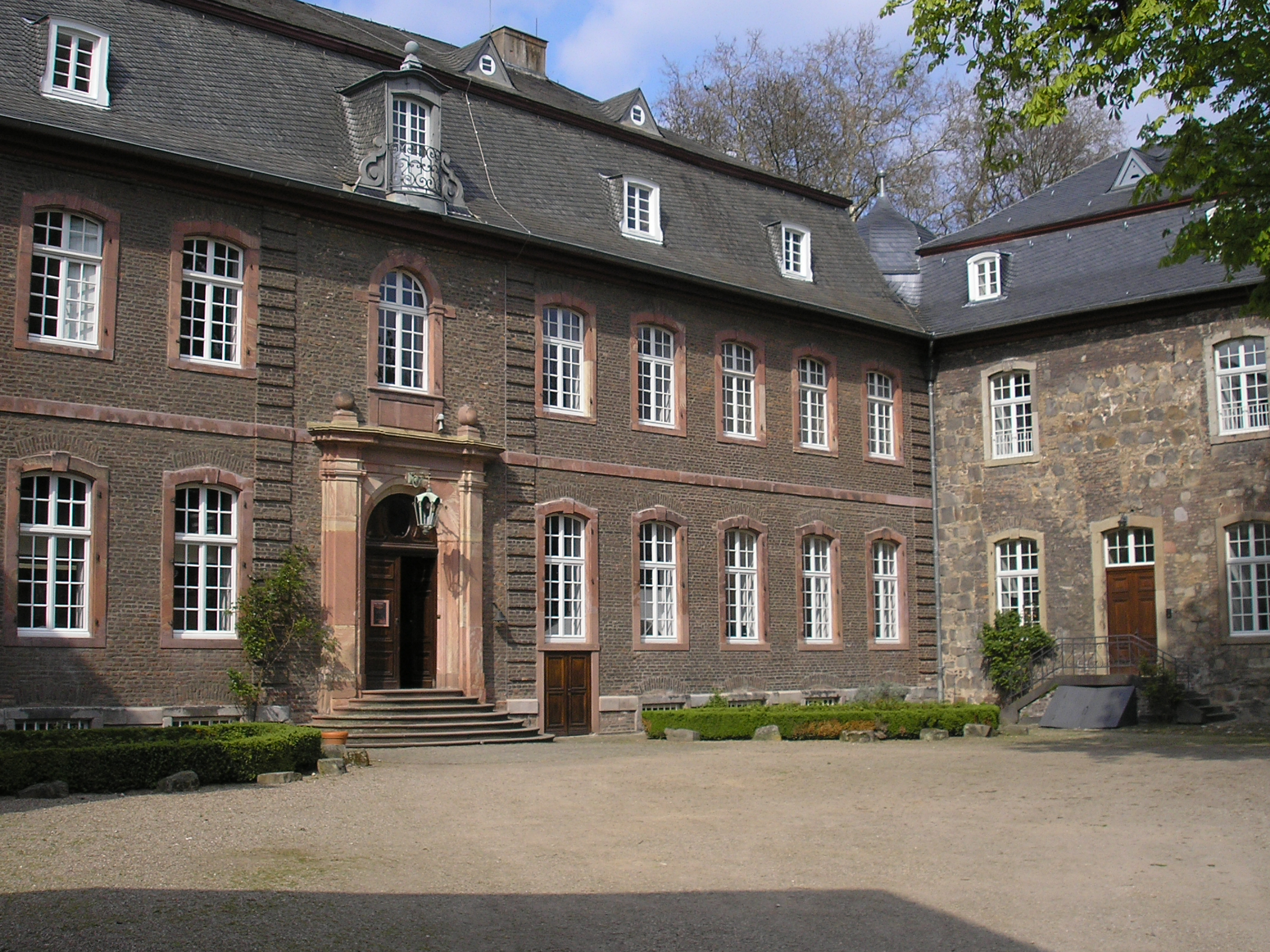
Schloss Wahn, Eingang zur theaterwissenschaftlichen Sammlung

Bedeutendstes Bauwerk von Wahn ist Schloss Wahn. Als „Hoff zu Wande“ wurde es 1358 erstmals urkundlich erwähnt. Es handelte sich dabei um eine typische rheinische Wasserburg, bestehend Wohnturm, Torbau, Wassergraben und Vorburg, die Mitte des 18. Jahrhunderts zu einem spätbarocken Schloss umgebaut wurde. Heute beherbergt die Anlage die Theaterwissenschaftliche Sammlung der Universität zu Köln und damit eine der größten Sammlungen der Welt dieser Art. Außerdem steht das Schloss Wahn seit Januar 2008 dem Standesamt Köln als Außenstelle zur Durchführung von Eheschließungen zur Verfügung. Das Schloss befindet sich seit dem Jahre 1820 im Eigentum der Familie von Eltz-Rübenach.

### Naherholung
Für die Naherholung dient zum einen die Wahner Heide, die drei Scheuerteiche (insbesondere der Untere Scheuerteich) mit dem oberirdischen Lauf des Scheuerbachs im Ortsteil Wahnheide sowie die weitläufigen Feldwege, die entlang des Golfplatzes des SSZ Wahn in Ortsnähe, bis zum Rhein in Langel bzw. Zündorf führen. Die Burgallee, welche das Schloss Wahn mit dem Ortskern verbindet, lädt ebenfalls zu Spaziergängen unter uralten Kastanien ein.

### Bildung und Kultur
- Wahn ist Sitz der Städtischen Gemeinschaftsgrundschule Adolph-Kolping-Straße, der Otto-Lilienthal-Schule (Städtische Realschule) und des Städtischen Maximilian-Kolbe-Gymnasiums.

- Bis 1960 existierte in Wahn das Stadtorchester Porz mit mehr als dreißig Musikern. Das Orchester führte bei vielen öffentlichen Veranstaltungen Opern- und Operettenmelodien auf.

- Seit 2005 ist der Eltzhof (ehemaliger Gutshof des Schlosses Wahn und späteres Versuchsgut der Landwirtschaftskammer Rheinland) zu einem Kulturzentrum und einer Begegnungsstätte umgebaut worden. Neben der Brauchtumspflege finden hier ganzjährig die unterschiedlichsten künstlerischen Aufführungen und Ausstellungen statt.

- Ebenso von kultureller Bedeutung ist das Pfarrheim St. Aegidius. Auch hier findet sogenannte Kleinkunst statt. Insbesondere die Laien-Theatergruppe „Wahner Spielleute“ sorgten im Alten Pfarrheim, welches abgerissen wurde, aber auch im neuen, modernen Vielzweckhaus „aegidium“ für Unterhaltung.

- Mit etlichen Karnevalsvereinen und einem eigenen Veedelszug (Karnevalsumzug) ist Wahn einer der aktivsten karnevalistischen Veedel (Viertel) im Porzer Raum. Die Ehrengarde des Köln-Bonner Flughafens, Blau-Wiesse Funke Wahn von 1948 e. V., stammen ebenfalls aus Wahn. Diese ist eine in Köln übliche traditionelle Garde, mit Tanz- und Kindertanz-Corps.

- Ebenfalls in Wahn ansässig, die Interessengemeinschaft Leben in Cöln am Rhein von 500 vor bis 1500 nach Christus.

- Mit dem TV „Jahn“ Köln-Wahn e. V. ist in Wahn außerdem ein großer Turn- und Handballverein ansässig.

- Die lange Zeit in Wahn spielende Schachgemeinschaft Porz e. V. (SG Porz) ist ein Schachverein, der viele Jahre lang mit großem Erfolg in der Deutschen Schachbundesliga gespielt hat und auch die Deutsche Meisterschaft erreicht hat

## Naturschutzgebiet
Im Jahr 1988 wurde auf dem Gebiet einer alten Sand- und Kiesgrube das 5,4 ha große Naturschutzgebiet Kiesgrube Wahn eingerichtet.

## Truppenübungsplatz Wahn und Luftwaffenkaserne Wahn

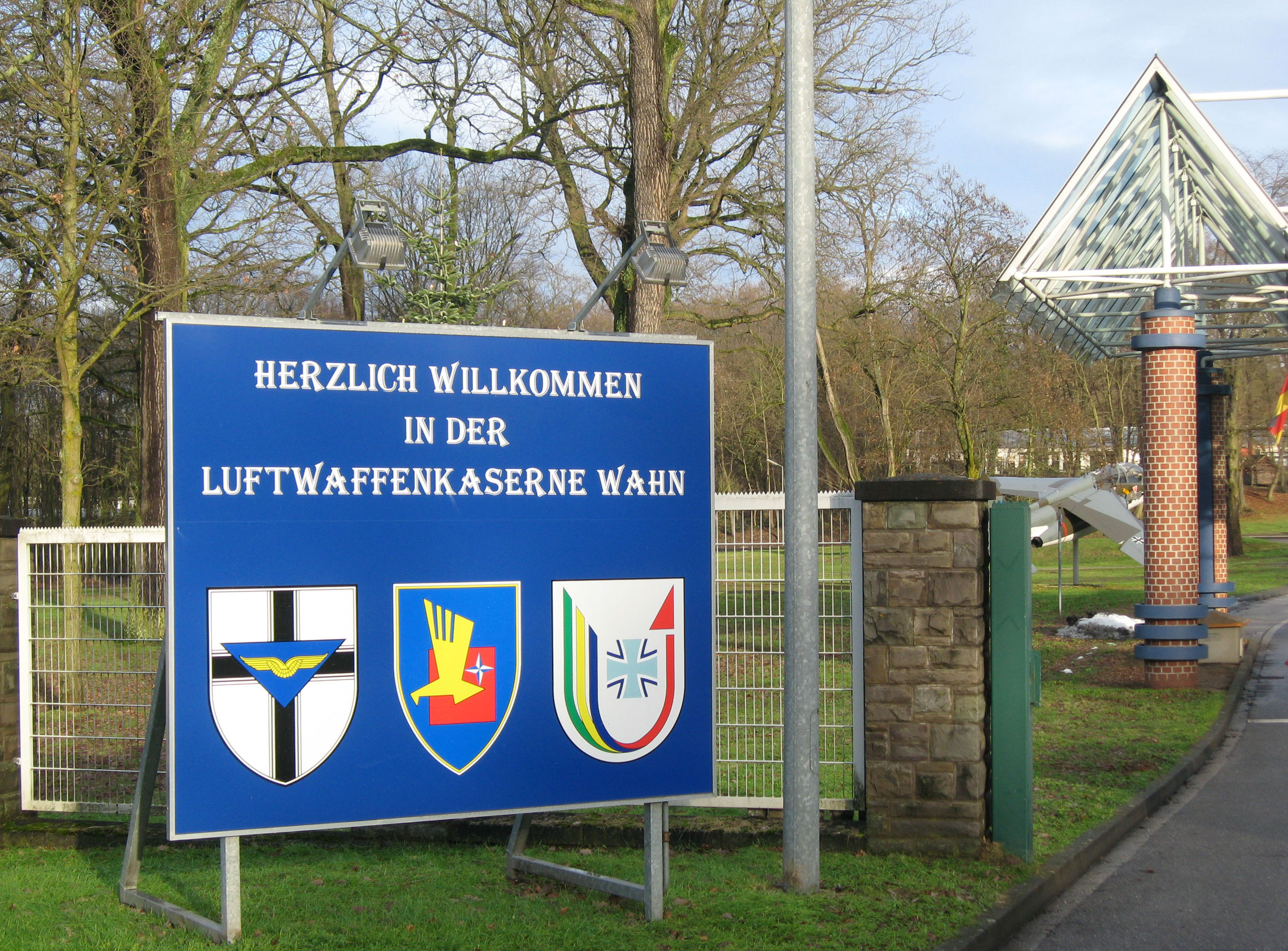
Luftwaffenkaserne Wahn

Der Truppenübungsplatz Wahn befindet sich östlich von Wahn – zwischen Lohmarer Wald, Sülztal und Königsforst.
Die militärische Nutzung des heutigen Kasernenbereiches und des angrenzenden Truppenübungsplatzes Wahner Heide reicht bis zum Beginn des 19. Jahrhunderts zurück.
Auf dem Gelände der Luftwaffenkaserne Wahn befindet sich ein Militärfriedhof. Dort sind neben Gefangenen aus dem Krieg 1870/71 und dem Ersten Weltkrieg auch die Marinesoldaten Max Reichpietsch und Albin Köbis bestattet, die in dieser Kaserne am 5. September 1917 standrechtlich erschossen wurden.
Auf dem Friedhof befindet sich ein Gedenkstein mit den Reliefbildern von Max Reichpietsch und Albin Köbis; in Wahn wurden darüber hinaus zwei Straßen nach den hingerichteten Matrosen benannt.
Nach Abzug der belgischen Panzerverbände im Jahre 2004 wurden Teile des vormaligen Übungsgeländes durch die Bundeswehr (Rechtsnachfolger) der Öffentlichkeit als Erholungsgebiet freigegeben; es müssen auf diesem Areal speziell gekennzeichnete Wege genutzt werden, da das Gelände noch mit Munition belastet ist.

## Persönlichkeiten
- Kuno von Eltz-Rübenach (1904–1945), deutscher Politiker (NSDAP) und SS-Brigadeführer
- Paul Freiherr von Eltz-Rübenach (1875–1943), deutscher Politiker, Reichsverkehrs- sowie Reichspostminister (1932–1937)

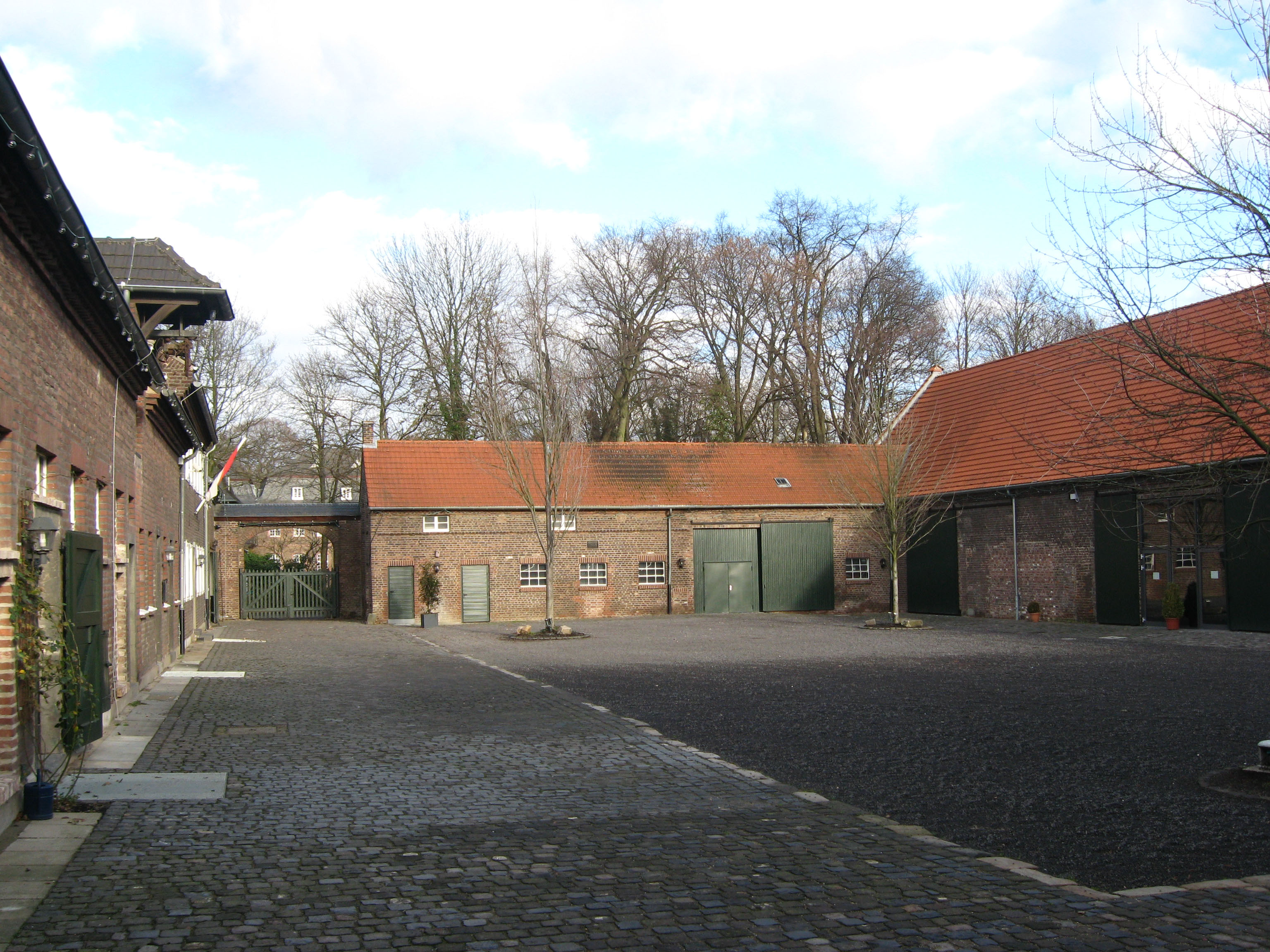
Eltzhof, im Hintergrund Schloss Wahn

- Guido Cantz, deutscher Komiker und TV-Moderator; besuchte das Maximilian-Kolbe-Gymnasium in Wahn bis zum Abitur
- Bruce Kapusta, deutscher Musiker (Trompete) und Entertainer